# Premio Internacional de Poesía Rubén Darío
El Premio Internacional de Poesía «Rubén Darío» es concedido anualmente por el Instituto Nicaragüense de Cultura a la mejor obra inédita producida en lengua castellana dentro del género de la poesía. La dotación actual del premio es de US$ 5,000, diploma de honor y publicación de la obra ganadora. Puede ser otorgado o declarado desierto.  

## Historia
El Premio Internacional de Poesía «Rubén Darío», es considerado y reconocido como el más importante en Nicaragua, fue creado en nombre del poeta Rubén Darío, por supuesto, que es el máximo representante de la poesía en el país y del modernismo literario en lengua española. Se convoca y entrega cada año para distinguir y promover el papel de la literatura como vehículo fortalecedor de la identidad cultural del país de forma universal.

Como descripción que figura en las bases del premio se dice lo siguiente:
El Instituto Nicaragüense de Cultura, en cumplimiento de la
Política Cultural del Gobierno de Reconciliación y Unidad
Nacional y con el fin de reconocer, validar y promover el
rol de la literatura en la afirmación de una cultura
humanista, holística e integradora a través de programas
forjadores de Identidad Cultural Nacional y Universal que
nos acerque como ciudadanos de un mundo mejor, convoca al

Premio Internacional de Poesía “RUBÉN DARÍO”.

El señor León de la Torre dijo que habían recibido con mucho agrado el presidente de la Real Academia Española y él como representante del gobierno español esta propuesta, en una entrevista dijo:

Hay que reconocer el peso específico de Rubén Darío, como el modernizador de la poesía en castellano. El otorgamiento de un premio con su nombre es una manera de reconocerlo y el respaldo para que se siga estudiando y leyendo por las nuevas generaciones, y si se pretende que todos los autores sigan vigentes hay que apoyarlos, porque si no serán simplemente objeto del paso del tiempo y de las modas.
El premio se convoca siempre a principios de año y su finalización casi siempre es en octubre, el ganador se anuncia el 6 de febrero del año siguiente a propósito de la efeméride del paso a la inmortalidad del poeta.

### Ganadores del premio y sus Obras
| Año  | Obra                              | Autor                  | País        |
| ---- | --------------------------------- | ---------------------- | ----------- |
| 2009 | La vida que amo                   | Érick Aguirre          | Nicaragua   |
| 2010 | No otorgado                       | No otorgado            | No otorgado |
| 2011 | El mar que me habita              | Javier Alvarado        | Panamá      |
| 2012 | No otorgado                       | No otorgado            | No otorgado |
| 2013 | El señor Pound                    | Juan Carlos Olivas     | Costa Rica  |
| 2014 | No otorgado                       | No otorgado            | No otorgado |
| 2015 | Perro que aúlla                   | Sergio García Zamora   | Cuba        |
| 2016 | La desnudez perdida               | Iván Uriarte           | Nicaragua   |
| 2017 | No otorgado                       | No otorgado            | No otorgado |
| 2018 | No hay pasada a Catarina          | Magda Bello            | Nicaragua   |
| 2019 | Savia y Ceniza                    | Hilario Jiménez Gómez  | España      |
| 2020 | Un reloj derramado en el desierto | Alejandro Enrico Susti | Perú        |